# Urgineeae
Urgineeae je tribus iz porodice šparogovki, dio je potporodice Scilloideae. Ime dolazi po rodu Urginea Steinheil (morski luk), sinonim za Drimia Jacq.

## Rodovi
1. Bowiea Harv. ex T. Moore & Mast. (1 sp.), bovijea
2. Rhodocodon Baker (19 spp.)
3. Austronea Mart.-Azorín, M. B. Crespo, M. Pinter & Wetschnig (22 spp.)
4. Fusifilum Raf. (3 spp.)
5. Boosia Speta (11 spp.)
6. Sagittanthera Mart.-Azorín, M. B. Crespo, A. P. Dold & van Jaarsv. (1 sp.)
7. Aulostemon Mart.-Azorín, M. B. Crespo, M. Pinter & Wetschnig (1 sp.)
8. Striatula M. Pinter, Mart.-Azorín, M. B. Crespo & Wetschnig (2 spp.)
9. Indurgia Speta (7 spp.)
10. Thuranthos C. H. Wright (8 spp.)
11. Urgineopsis Compton (7 spp.)
12. Geschollia Speta (9 spp.)
13. Mucinaea M. Pinter, Mart.-Azorín, U. Müll.-Doblies, D. Müll.-Doblies, Pfosser & Wetschnig (1 sp.)
14. Tenicroa Raf. (11 spp.)
15. Triandra Mart.-Azorín, M. B. Crespo, M.I.Alonso, N. R. Crouch & M. Pinter (1 sp.)
16. Rhadamanthopsis (Oberm.) Speta (5 spp.)
17. Rhadamanthus Salisb. (11 spp.)
18. Schizobasis Baker (4 spp.)
19. Urginavia Speta (14 spp.)
20. Vera-duthiea Speta (8 spp.)
21. Sekanama Speta (4 spp.)
22. Spirophyllos Mart.-Azorín, M. B. Crespo & M. Á. Alonso (1 sp.)
23. Zulusia Mart.-Azorín, N. R. Crouch, M. B. Crespo & M. Á. Alonso (3 spp.)
24. Litanthus Harv. (2 spp.)
25. Squilla Steinh. (14 spp.)
26. Drimia Jacq. (10 spp.)
27. Zingela N. R. Crouch, Mart.-Azorín, M. B. Crespo, M. Pinter & M. Á. Alonso (1 sp.)